# Масленица Воздвиженского поста
Масленица Воздвиженского поста — армянский церковный праздник, предшествующий недельному посту Армянской Апостольской Церкви в честь праздника Воздвижения Креста Господня, является одним из 5 праздников ААЦ, которые являются точками отсчёта для установления дат других праздников. Отмечается по традиции в одно из воскресений в промежутке между 11 (24) сентября и 17 (30) сентября.

## История
Праздник Воздвижения Креста Господня установлен в память обретения Креста Господня, которое произошло, согласно церковному преданию, в 326 году в Иерусалиме около Голгофы — места Распятия Иисуса Христа. C VII века с этим днём стали соединять воспоминание о возвращении Животворящего Креста из Персии греческим императором Ираклием (629). В этих событиях принимали участие и армянские отряды во главе с правителем Западной Армении Мжежем Гнуни. Как при обретении, так и при прославлении Креста, возвращённого из Персии, предстоятель, чтобы дать возможность всем собравшимся на торжество видеть Святыню, воздвигал (то есть поднимал) Крест, обращая его ко всем сторонам света

## Традиции и обычаи
Согласно армянской церковной традиции: Масленица является воспоминанием человеческого счастья, которым наслаждались в своё время Адам и Ева в раю. Человеку, согласно ей же, можно было вкусить все плоды за исключением плода с дерева знания, который символизирует пост идущий за масленицей. Масленица является выражением добродетелей. В этот день люди выходят из траура и начинают радоваться, забывают о страданиях и находят утешение.
«Масленица Воздвиженского поста» является церковным праздником Армянской Апостольской Церкви, который предшествует посту длящимуся с понедельника по субботу, посвящённого Великому празднику Воздвижения Честного и Животворящего Креста Господня. Праздник является одним из 5 праздников Армянской Апостольской Церкви, которые служат точками отсчёта для установления дат других праздников. Отмечается в воскресенье выпадающее в промежуток между 11 и 17 сентября.

## Дата начала
Армянская Апостольская Церковь в целом живёт по григорианскому календарю, но общины в диаспоре, на территории церквей, использующих юлианский календарь, по благословению епископа могут жить и по юлианскому календарю. То есть календарю не придаётся «догматического» статуса
| Даты начала Масленицы Воздвиженского поста по григорианскому календарю (по юлианскому + 13 дней) |                  |
| 4 сентября 2011                                                                                  | 9 сентября 2012  |
| 8 сентября 2013                                                                                  | 7 сентября 2014  |
| 6 сентября 2015                                                                                  | 4 сентября 2016  |
| 10 сентября 2017                                                                                 | 9 сентября 2018  |
| 8 сентября 2019                                                                                  | 6 сентября 2020  |
| 5 сентября 2021                                                                                  | 4 сентября 2022  |
| 10 сентября 2023                                                                                 | 8 сентября 2024  |
| 7 сентября 2025                                                                                  | 6 сентября 2026  |
| 5 сентября 2027                                                                                  | 10 сентября 2028 |
| 9 сентября 2029                                                                                  | 8 сентября 2030  |